# Cáng cứu thương quân sự
Cáng cứu thương quân sự là phương tiện quân y làm giường tạm dùng để vận chuyển thương binh, bệnh binh trong chiến tranh, thiên tai, thảm họa. Cáng cứu thương quân sự ra đời cách đây hàng trăm năm, được phát triển và hoàn thiện cùng với lịch sử của các cuộc chiến tranh. Trước kia để cấp cứu thương binh, nhân viên cấp cứu thường phải cõng, ôm, dìu hoặc kéo để đưa người bị thương thoát khỏi khu vực tác chiến. Phương tiện vận chuyển (cáng thương) đầu tiên được chế tạo từ cành cây, thân tre trúc, trang phục, giường cá nhân, cánh cửa, ghế tựa... 

## Lịch sử
Từ cuối thế kỷ 19, Cáng cứu thương quân sự từng bước được tiêu chuẩn hóa. Năm 1886, Quân đội Nga đã nghiên cứu, chế tạo và đưa vào sử dụng cáng cứu thương quân sự dã chiến tiêu chuẩn, băng đỡ được làm bằng vải bạt, xương cáng được làm bằng gỗ. Năm 1912, Quân đội Đức sử dụng cáng cứu thương quân sự tiêu chuẩn Type 12, băng đỡ được làm từ sợi hữu cơ, xương cáng được làm bằng gỗ. Giai đoạn 1920-1938, trên cơ sở cáng cứu thương quân sự tiêu chuẩn Type 12, Thụy Sĩ và Đức đã lắp thêm bản lề kim loại ở giữa 2 xương đỡ, tay nắm có thể điều chỉnh dễ dàng; cũng trong thời kì này, các nước Liên Xô, Mỹ, Anh cũng sử dụng loại cáng cứu thương quân sự tương tự như của Đức, Thụy Sĩ. Trong Chiến tranh thế giới lần thứ 2, nhiều kiểu dáng cáng khác nhau được sử dụng. Năm 1949, Hội nghị Giơnevơ đã quy định thống nhất chất lượng và kích thước chính của cáng cứu thương quân sự, tuy nhiên khối NATO và Vacsava có những tiêu chuẩn riêng.

## Phân loại, cấu tạo

### Cáng cứu thương quân sự thông dụng (tiêu chuẩn)
Cáng cứu thương quân sự thông dụng là loại cáng được thiết kế theo quy cách thống nhất, có thể sử dụng chung giữa các quân chủng, binh chủng và giữa các ngành khác nhau, ít chú ý tới kiểu dáng, lấy tính thực dụng làm mục tiêu chính. 
Có 3 kiểu dáng cáng cứu thương quân sự chính: kiểu gấp 4 khúc, thích hợp dùng cho lực lượng tác chiến đặc biệt; kiểu gấp làm đôi, thích hợp sử dụng tại các trận địa; kiểu không gấp (cáng cứu thương quân sự cáng thẳng), thích hợp sử dụng ở các bệnh viện và trạm cứu hộ lớn. 
Cấu tạo cáng cứu thương quân sự thông dụng gồm: băng đỡ, xương cáng, chân đỡ, chốt bật ngang, tay nắm, thiết bị cố định và giảm rung cho cáng. Băng đỡ chủ yếu làm bằng vải bạt, hiện nay đang có xu hướng sử dụng sợi hóa học, như vật liệu có chứa hiđrôcacbua để làm băng đỡ, ưu điểm nhẹ, thoát nước tốt, dễ giặt. Xương cáng có thiết diện tròn hoặc vuông làm bằng gỗ, hiện nay có nhiều xương cáng thay bằng hợp kim; chân đỡ, hình hộp vuông, được hàn hoặc tán vào với xương cáng bằng hợp kim nhôm. Chốt bật ngang sử dụng khi triển khai cáng, dùng lực của chân để bật cáng. Băng cố định thương binh dùng để cố định thương binh trên cáng. Tay nắm thường sử dụng 3 loại: bằng gỗ, bằng nhựa và bằng kim loại. Loại tay nắm bằng nhựa nhẹ, có thể thò ra thụt vào. Thiết bị cố định và giảm rung cho cáng dùng để cố định cáng nhằm giảm bớt rung, lắc trong quá trình vận chuyển thương binh trên các phương tiện vận chuyển khác nhau. 
Kích thước cáng cứu thương quân sự phụ thuộc vào số đo bình quân của binh sĩ từng nước, thông thường đối với người có chiều cao khoảng trên 1,7 m, cáng cứu thương quân sự tiêu chuẩn có kích thước như sau: dài 2,29 m, rộng 0,585 m, cao 0,135-0,175 m. 
Yêu cầu thiết kếː Cáng cứu thương quân sự có thể tích nhỏ, khối lượng nhẹ, kết cấu đơn giản, tiện sử dụng, thích hợp dùng để cấp cứu ở trận địa cũng như trên các tàu hải quân, trong máy bay và máy bay lên thẳng hoặc các phương tiện vận chuyển trên bộ; bề mặt của bộ phận kim loại nhẵn; vật liệu để làm băng đỡ phải tạo cảm giác dễ chịu, không làm trầm trọng thêm vết thương của thương binh và giảm thiểu đau đớn cho họ; vật liệu chế tạo cáng phải tương đối phổ thông, dễ giặt, bền, an toàn khi sử dụng, linh kiện dễ thay thế; mang, sử dụng và sửa chữa thuận tiện; giá thành thấp, tiện cho việc sản xuất hàng loạt. 

### Cáng cứu thương quân sự đặc chủng
Cáng cứu thương quân sự đặc chủng thường được dùng ở những khu vực tác chiến có địa hình và khí hậu đặc thù, nơi không sử dụng được cáng thông thường.

#### Theo phạm vi và công dụng
Theo phạm vi và công dụng, có cáng cứu thương quân sự sử dụng ở vùng đồi núi, rừng rậm, đầm lầy; dùng cấp cứu trên biển; dùng ở sa mạc và vùng có tuyết bao phủ. 
- Cáng cứu thương quân sự đặc chủng được thiết kế dựa trên đặc điểm thương tích của thương binh.
- Cáng cứu thương quân sự sử dụng ở vùng đồi núi, rừng rậm, đầm lầy có nhiều hình dáng (dạng lưới), cáng kiểu yên ngựa, cáng mềm không cọc nâng, cáng kiểu đệm khí, cáng kiểu chiếc xẻng, cáng dạng tấm kéo hình thuyền.
- Cáng cứu thương quân sự dùng cấp cứu trên biển gồm: kiểu phao nổi trên biển, cáng Rôbinsơn, cáng kiểu sọt.
- Cáng cứu thương quân sự dùng ở sa mạc và vùng có tuyết bao phủ, gồm: kiểu xe trượt tuyết, cáng đa năng...
- Cáng cứu thương quân sự đặc chủng được thiết kế dựa trên đặc điểm thương tích của thương binh, gồm: kiểu cáng giá kẹp cố định toàn thân MILLER, cáng cố định xương gãy nhiều đoạn; cáng chiến thuật xách tay dạng mềm, cáng tự thấm nước dùng cho người bị bỏng.

#### Theo cơ cấu vết thương
Theo cơ cấu vết thương, có 2 loại: cáng cứng và cáng võng. 
- Cáng cứng được sử dụng để vận chuyển cho hầu hết thương binh kể cả thương binh gãy xương đùi, chấn thương cột sống...
- Cáng võng là các loại võng (vải bạt, dù, sợi đay, gai...) thêm dây võng và đòn cáng khi vận chuyển.

Trong kháng chiến chống Pháp và kháng chiến chống Mỹ của Việt Nam, thời kì đầu để vận chuyển thương binh, bệnh binh, bộ đội thường tận dụng nhiều phương tiện để chuyển thương, như: võng, cáng tre, chõng, giường... về sau thường sử dụng 2 loại: cáng võng (cáng võng bạt, võng dù, cáng sợi đay...) và cáng cứng (cáng thẳng: chõng tre, cáng mành mành...). Hiện nay, Quân đội nhân dân Việt Nam và Quân đội nhiều nước trên thế giới sử dụng các loại cáng: cáng võng, cáng bó, cáng vớt...

## Cáng võng
Cáng võng là loại thông dụng sử dụng phổ biến trong Quân đội nhân dân Việt Nam, dùng để vận chuyển thương binh, bệnh binh; cấu tạo gồm: võng, dây võng, đòn cáng bằng tre hoặc bằng gỗ dài 2,5 m. Trong kháng chiến chống Pháp, Quân đội nhân dân Việt Nam thường sử dụng cáng võng đay, gai, võng tre (nan tre), cáng vải, bạt. Ưu điểm của cáng võng là gọn, nhẹ, dễ cơ động, phù hợp với tác chiến ở vùng rừng núi (trừ cáng tre), nhưng nhược điểm là gò bó. 
Ngoài ra, còn có cáng mành mành, làm bằng tre, giang, nứa, vót nhỏ, dùng dây gai hoặc dây rừng để đan kiểu mành mành, chiều dài cáng 1,7-1,8 m, chiều ngang 0,5-0,6 m, 2 đầu cáng có 2 quai, cuộn tròn lại để tiện vận chuyển; khi vận chuyển thương binh cần có đòn khiêng dài 2,5 m, 2 nẹp dọc dài 1,9-2 m, 2 nẹp ngang dài 0,6 m để buộc 2 bên cáng. 
Trong kháng chiến chống Mỹ, Quân đội nhân dân Việt Nam sử dụng phổ biến cáng võng vải, bạt, dù. Cáng võng được cải tiến thành cáng cứng bằng cách thêm một miếng gỗ mỏng hoặc một khung phên tre cứng đặt vào trong lòng võng hoặc cải tiến thành xuồng để đẩy khi bơi qua kênh, rạch.

## Cáng bó và cáng vớt
Cáng bó và cáng vớt là các loại cáng có cấu tạo đặc biệt, sử dụng phổ biến cho bộ đội tàu hải quân và các lực lượng tàu biển khác trên thế giới và Việt Nam để vận chuyển thương binh, bệnh binh và người bị nạn từ dưới nước lên tàu, xuồng hoặc các phương tiện nổi khác, từ tàu, xuồng này sang tàu, xuồng khác hoặc từ tàu, xuồng lên bờ. 
Cáng bó dài 1,8 m, rộng 0,4-0,5 m, khung cáng được liên kết với vải bạt cáng bằng 7 thanh inox (hoặc gỗ), có 5 dải bạt liền khóa bằng thép để bó cố định thương binh (3 dải bó phần ngực, 2 dải bó phần chân), 1 gối hình túi cố định đầu thương binh, có các quai, móc để khiêng và trao vào các phương tiện vận chuyển. 
Cáng vớt dài 1,9-2,1 m, rộng 0,4-0,55 m, khung cáng bằng inox uốn định hình, bạt cáng liên kết với khung bằng dây chịu nước có thể tháo rời, có 2 phao xốp giữ cho cáng nổi trên mặt nước, 3 dây đai có khóa bằng nhựa để cố định thương binh vào cáng, có các vòng, móc để treo hoặc buộc dây vào các phương tiện vận chuyển.

## Trong chiến tranh công nghệ cao
Trong chiến tranh công nghệ cao, để đáp ứng yêu cầu cấp cứu, cứu chữa, vận chuyển thương binh, bệnh binh kịp thời, an toàn, cáng cứu thương quân sự được nghiên cứu, phát triển theo hướng đa năng như kiểu giường bệnh dã chiến, được lắp thêm chân hoặc chân có bánh xe, sau khi cố định sẽ trở thành giường bệnh tạm thời, được trang bị thêm dụng cụ cấp cứu và theo dõi cỡ nhỏ; loại cáng này có tính ổn định cao, đa tác dụng, vừa có thể làm  cáng cứu thương quân sự , vừa có thể thay thế được bàn mổ. 
Ngoài ra, để thích ứng với môi trường tác chiến và điều kiện địa hình khác nhau, có  cáng cứu thương quân sự kiểu túi khí, kiểu xe trượt tuyết, kiểu tăng áp, tăng nhiệt...  cáng cứu thương quân sự thông minh là thiết bị có khả năng tự triển khai theo dõi, cấp cứu, điều trị và duy trì sự sống cho các thương binh nặng, dễ sử dụng; thiết bị được thiết kế theo kiểu môđun tổng hợp, dễ dàng tháo rời từng bộ phận, phụ kiện có thể thay đổi cho nhau, dễ cơ động, thích hợp để chuyển thương binh về tuyến sau và triển khai điều trị các bước sau sơ cứu trên nhiều loại xe, máy bay, tàu thuyền; phần mềm điều khiển có thể nâng cấp dễ dàng, có thể phân loại tình trạng, mức độ thương tích của thương binh. 
Do tính chất, nhiệm vụ quân sự ngày càng phức tạp, việc phát triển các loại  cáng cứu thương quân sự  chuyên dùng cho hải quân, không quân của Quân đội các nước chủ yếu tập trung vào việc nghiên cứu theo hướng sử dụng các loại vật liệu mới thay thế vật liệu hợp kim nhôm dùng để chế tạo xương cáng trước kia bằng vật liệu có chứa hiđrôcacbua hóa trị 2 chịu được cường độ cao hoặc vật liệu tương tự, giảm khối lượng, tăng tính thoát nước, tăng khả năng chống cháy, bảo đảm yêu cầu cứu hộ khẩn cấp cho thương binh để giảm thiểu tử vong do bị đuối nước hoặc bị ngạt khi tác chiến trên biển. Những công nghệ tiên tiến ứng dụng vào sản xuất  cáng cứu thương quân sự trong tương lai theo hướng vừa có khả năng cấp cứu, điều trị có hiệu quả cho thương binh trên mọi tuyến, vừa có thể bảo đảm cứu viện cho người dân trong thời bình khi thiên tai xảy ra.